# Archaeoteleia pygmea
Archaeoteleia pygmea är en stekelart som beskrevs av Lubomir Masner 1968. Archaeoteleia pygmea ingår i släktet Archaeoteleia och familjen Scelionidae. Inga underarter finns listade.